# Soňa Mihoková
Soňa Mihoková (Liptovský Mikuláš, 11 november 1971) is een voormalig biatlete uit Slowakije. Ze vertegenwoordigde haar vaderland op de Olympische Winterspelen 1994 in Lillehammer, de Olympische Winterspelen 1998 in Nagano, de Olympische Winterspelen 2002 in Salt Lake City en de Olympische Winterspelen 2006 in Turijn.

## Resultaten

### Olympische Winterspelen
| Jaar | Plaats         | Resultaten                                                                            |
| ---- | -------------- | ------------------------------------------------------------------------------------- |
| 1994 | Lillehammer    | 12e 7,5 km sprint 40e 15 km individueel                                               |
| 1998 | Nagano         | 4e 7,5 km sprint 26e 15 km individueel 4e 4x7,5 km estafette                          |
| 2002 | Salt Lake City | 21e 7,5 km sprint 21e 10 km achtervolging 14e 15 km individueel 5e 4x7,5 km estafette |
| 2006 | Turijn         | 27e 7,5 km sprint LAP 10 km achtervolging 47e 15 km individueel 10e 4x6 km estafette  |

### Wereldkampioenschappen
| Jaar | Plaats           | Resultaten                                                                                                   |
| ---- | ---------------- | --- |
| 1995 | Antholz          | 4e 7,5 km sprint 52e 15 km individueel 4e 4x7,5 km estafette                                                 |
| 1996 | Ruhpolding       | 14e 7,5 km sprint 40e 15 km individueel 11e 4x7,5 km estafette                                               |
| 1997 | Brezno-Osrblie   | 4e 7,5 km sprint 11e 10 km achtervolging 5e 15 km individueel 7e 4x7,5 km estafette 4e Ploegproef (team)     |
| 1999 | Kontiolahti      | DNS 7,5 km sprint 8e 4x7,5 km estafette                                                                      |
| 1999 | Oslo             | 33e 15 km individueel                                                                                        |
| 2000 | Oslo             | 49e 7,5 km sprint 49e 10 km achtervolging 49e 12,5 km massastart 51e 15 km individueel 8e 4x7,5 km estafette |
| 2001 | Pokljuka         | 33e 7,5 km sprint 36e 10 km achtervolging 37e 15 km individueel 11e 4x7,5 km estafette                       |
| 2003 | Chanty-Mansiejsk | 9e 7,5 km sprint 19e 10 km achtervolging 26e 12,5 km massastart 21e 15 km individueel 10e 4x6 km estafette   |
| 2004 | Oberhof          | 23e 7,5 km sprint 48e 10 km achtervolging 25e 15 km individueel 15e 4x6 km estafette                         |
| 2005 | Hochfilzen       | 29e 7,5 km sprint 36e 10 km achtervolging 66e 15 km individueel 6e 4x6 km estafette                          |
| 2005 | Chanty-Mansiejsk | 16e Gemengde estafette                                                                                       |
| 2006 | Pokljuka         | 25e Gemengde estafette                                                                                       |
| 2007 | Antholz          | 53e 7,5 km sprint 51e 10 km achtervolging 55e 15 km individueel 15e 4x6 km estafette                         |

### Wereldbeker
Eindklasseringen
| Seizoen   | Algemeen | Individueel | Sprint | Achtervolging | Massastart |
| --------- | -------- | ----------- | ------ | ------------- | ---------- |
| 1993/1994 | 56e      |             |        |               |            |
| 1994/1995 | 14e      |             |        |               |            |
| 1995/1996 | 19e      |             |        |               |            |
| 1996/1997 | 19e      |             |        |               |            |
| 1997/1998 | 46e      |             |        |               |            |
| 1998/1999 | 51e      |             |        |               |            |
| 1999/2000 | 46e      |             |        |               |            |
| 2000/2001 | 50e      |             |        |               |            |
| 2001/2002 | 37e      |             |        |               |            |
| 2002/2003 | 28e      |             |        |               |            |
| 2003/2004 | 44e      |             |        |               |            |
| 2004/2005 | 32e      |             |        |               |            |
| 2005/2006 | 56e      |             |        |               |            |

Wereldbekerzeges
| Nr. | Datum         | Plaats     | Onderdeel     |
| --- | ------------- | ---------- | ------------- |
| 1.  | 16 maart 1996 | Hochfilzen | 7,5 km sprint |